# Yttrobetafite-(Y)
L'yttrobetafite-(Y) è un minerale del gruppo del pirocloro o meglio con questo nome sono stati classificati dei campioni che non è possibile classificare in modo più preciso. Un campione proveniente dal suolo lunare classificato come yttrobetafite-(Y) è oxycalciobetafite. La specie era stata approvata dall'IMA nel 1962 con il nome di yttrobetafite per poi essere rinominata yttrobetafite-(Y) nel 1987. Fino al 2010 questa specie era classificata come specie a sé, ma non è stata più accettata nell'ambito della revisione attuata dall'IMA del supergruppo del pirocloro.